# Stabsamt Eppingen
Das Stabsamt Eppingen war eine Verwaltungseinheit im Land Baden während der napoleonischen Zeit.

## Geschichte
Die im Kraichgau gelegene Stadt Eppingen hatte am Ende des Heiligen Römischen Reiches zur Kurpfalz gehört und dort zum Oberamt Bretten gezählt. Infolge der Bestimmungen des Reichsdeputationshauptschlusses von 1803 geriet sie unter badische Landeshoheit. Dessen Regierung ordnete sie zunächst erneut einem Amt Bretten zu, das der Landvogtei Michelsberg unterstellt war. Spätestens Anfang 1804 löste sie die Stadt aus dieser Zugehörigkeit, es entstand das Stabsamt Eppingen, das außerdem nur das Dorf Mühlbach umfasste. Zum Leiter der Verwaltung als Stabsamtmann wurde Karl Valentin Schüz ernannt.
Mit der Auflösung der Landvogteien unterstand das Amt im Rahmen der Verwaltungsgliederung Badens direkt der Provinz des Unterrheins oder die Badische Pfalzgrafschaft.  1809 wurde die Abspaltung rückgängig gemacht, die beiden Orte kamen wieder zu Bretten.

## Weitere Entwicklung
Im Jahr 1810 wurde Eppingen erneut Verwaltungssitz, nun eines deutlich größeren Amtes Eppingen. Aus diesem ging 1813 das Bezirksamt Eppingen hervor. 1972 wurde Mühlbach nach Eppingen eingemeindet. Seit der Kreisreform 1973 gehören beide zum Landkreis Heilbronn.